# Johannes Rydzek
Johannes Rydzek (født 9. december 1991) er en tysk skiløber i nordisk kombineret, der har været en af 2010'ernes mest dominerende skikkelser i denne sport.

## Karriere
Ved vinter-OL 2010 i Vancouver deltog Rydzek individuelt i kombineret på normal bakke, hvor han blev nummer 28. Desuden var han med på det tyske hold sammen med Eric Frenzel, Tino Edelmann og Björn Kircheisen, som med en god præstation i langrendsdelen vandt bronzemedalje i holdkonkurrencen, 19,5 sekunder efter de østrigske guldvindere og cirka 14 sekunder efter amerikanerne på andenpladsen.
Ved VM året efter i Oslo vandt han tre sølvmedaljer, to individuelt og en i holdkonkurrence, og ved vinter-OL 2014 i Sotji deltog han i alle tre konkurrencer. Her blev det til en sjetteplads individuelt på normal bakke og en ottendeplads på stor bakke, mens han sammen med Eric Frenzel, Björn Kircheisen og Fabian Riessle opnåede sølv i holdkonkurrencen. Her var tyskerne bedst efter hopdelen, men nordmændene var stærkest i langrend og endte med at vinde guld med et forspring på blot 0,3 sekund til tyskerne, der dermed fik sølv, mens bronzemedaljerne gik til Østrig, der var mere end tre sekunder efter tyskerne.
Ved VM i 2015 i Falun viste Rydzek sig som en af denne sports bedste udøvere, da han vandt fire medaljer: Guld individuelt og for hold på normal bakke, sølv i holdsprint og bronze individuelt på stor bakke. Endnu bedre gik det ved VM i 2017 i Lahti, hvor han vandt guld i alle fire discipliner (individuelt på normal og stor bakke, hold på normalbakke og sprint). Ved vinter-OL 2018 i Pyeongchang blev han nummer fem på normal bakke, individuelt (hvor landsmanden Frenzel vandt), hvorpå han vandt han guld på stor bakke. Her lå han blot som nummer fem efter hopdelen, men i langrend havde han fjerdehurtigste tid, hvilket var tilstrækkeligt til at sikre ham guldet, mens landsmændene Fabian Riessle og Eric Frenzel vandt sølv og bronze, henholdsvis 0,4 og 0,8 sekunder efter Rydzek. Tyskerne var kæmpefavoritter i holdkonkurrencen med de tre medaljvindere fra stor bakke samt Vinzenz Geiger, og selv om de blot var næstbedst efter Østrig i hopdelen, men i langrendsdelen var de suveræne og vandt denne del med over et halvt minuts forspring til Norge, som samlet endte på andenpladsen med en samlet tid på 52,7 sekunder efter tyskerne, mens Østrig vandt bronze over et minut efter tyskerne.
Ved VM i 2019 i Seefeld måtte han nøjes med en sølvmedalje i holdkonkurrencen på normal bakke, og ved VM i 2021 i Oberstdorf, hvor han kun stillede op i individuelle konkurrencer, var han ikke i nærheden af medaljer eller topti.

## Hæder
Rydzek blev valgt som årets tyske atlet i 2017 efter sit suveræne VM. I 2021 var han en af de fire skisportsudøvere, der blev tildelt Holmenkollmedaljen.